# Trichenricht (Schnaittenbach)
Trichenricht ist ein Gemeindeteil der Stadt Schnaittenbach im Landkreis Amberg-Sulzbach in der Oberpfalz in Bayern.

## Geschichte
Die Wittelsbachischen Salbücher von 1283 und 1326 weisen je einen Hof und drei Lehen in „Driechenruite“ aus. 1513 wurde der Ort als „Triechenried“, 1596 als „Triechenrieth“ bezeichnet. 1596 zählte Trichenricht zwei ganze Höfe und vier Halbhöfe, 1606 waren dort acht Anwesen und 1762 ebenso acht Hofstätten.
Am 1. Mai 1978 wurde die Gemeinde Kemnath am Buchberg, zu der Trichenricht gehörte, in die Stadt Schnaittenbach eingegliedert.

## Verkehr
Den Weiler Trichenricht erreicht man über zwei Nebenstraßen, die von der Kreisstraße AS 32 zwischen Kemnath am Buchberg und der Landkreisgrenze zwischen dem Landkreis Amberg-Sulzbach und dem Landkreis Schwandorf abzweigen. Von Kemnath am Buchberg erreicht man Trichenricht nach 2 km.
An den öffentlichen Nahverkehr ist Trichenricht über zwei Buslinien angebunden. Dabei handelt es sich um die Linie 44 der RBO zwischen Neuersdorf und Nabburg über Schnaittenbach (VGN-Linie 444) und um die Linie 74 der RBO zwischen Götzendorf oder Mertenberg und Schnaittenbach.
Die nächstgelegenen Bahnhöfe befinden sich in Wernberg-Köblitz (9 km), Nabburg (10 km) und in Amberg (31 km).